# بسم‌الله خان
بسم‌الله خان صاحب (۲۱ مارس ۱۹۱۶–۲۱ اوت ۲۰۰۶) نوازنده ساز بادی شهنای بود. وی ساکن شهر بنارس بود و در کنار رود گنگ نوازندگی می‌کرد.
وی در سال ۲۰۰۱ میلادی نشان بهارات راتنا (جواهر هند) بالاترین نشان افتخار هند را دریافت کرد. دولت هند روز درگذشت او را روز عزای عمومی اعلام نمود.